# 190'erne f.Kr.
Århundreder: 3. århundrede f.Kr. – 2. århundrede f.Kr. – 1. århundrede f.Kr.
Årtier: 240'erne f.Kr. 230'erne f.Kr. 220'erne f.Kr. 210'erne f.Kr. 200'erne f.Kr. – 190'erne f.Kr. – 180'erne f.Kr. 170'erne f.Kr. 160'erne f.Kr. 150'erne f.Kr. 140'erne f.Kr.
År: 199 f.Kr. 198 f.Kr. 197 f.Kr. 196 f.Kr. 195 f.Kr. 194 f.Kr. 193 f.Kr. 192 f.Kr. 191 f.Kr. 190 f.Kr.